# 尤金 (俄勒岡州)
尤金，港譯姚湔，是美國俄勒岡州西部萊恩縣的城市，尤金也是萊恩縣的縣治。面積40.6平方哩（105km²），其中陸地面積40.02平方哩（104.9 km²），水域面積0.04平方哩（0.1 km²）。位於北緯44度3分28秒，西經123度6分37秒。2006年估計尤金擁有人口148,595人。這個數字於2010年上升至156,185人。2012年則估計尤金擁有人口158,335人。而尤金都會區則共有人口351,715人。
城市建立在1846年。尤金是俄勒岡州人口第三多的城市，原本尤金是俄勒岡州人口第二多的城市，不過在在2004年塞勒姆的人口超過了尤金。尤金的名是紀念城市的創造者尤金·富蘭克林·斯金納（Eugene Franklin Skinner）的。
俄勒岡大學位於此市。

## 經濟
尤金以畜牧業為主，木材加工和乳制品制造为主要的行業。

## 地理
根據2000年人口普查，本城面積為43.74平方英里（113.29平方），其中43.72平方英里（113.23平方）為陸地，0.02平方英里（0.05平方）為水域。

## 外部連結
- City of Eugene （页面存档备份，存于）